# フォリーノ
フォリーノ（イタリア語: Forino）は、イタリア共和国カンパニア州アヴェッリーノ県にある、人口約5,400人の基礎自治体（コムーネ）。

## 地理

### 位置・広がり
アヴェッリーノ県南西部に位置するコムーネ。

#### 隣接コムーネ
隣接するコムーネは以下の通り。SAはサレルノ県所属。
- ブラチリアーノ (SA)
- コントラーダ
- モンテフォルテ・イルピーノ
- モントーロ
- モスキアーノ
- クインディチ

## 行政

### 分離集落
フォリーノには、以下の分離集落（フラツィオーネ）がある。
- Petruro, Celzi, Castello